# Равинале, Ирма
Ирма Равинале (итал. Irma Ravinale; 1 октября 1937, Неаполь — 7 апреля 2013, Рим) — итальянский композитор и музыкальный педагог.
Окончила римскую Консерваторию Санта-Чечилия, ученица Гоффредо Петрасси. В дальнейшем совершенствовалась как композитор в Париже под руководством Нади Буланже и в Кёльне у Карлхайнца Штокхаузена.
В 1960-е гг. работала над камерными и хоровыми сочинениями, в 1970 г. выступила с оперой «Портрет Дориана Грея» по одноимённому роману Оскара Уайлда. В дальнейшем обращалась преимущественно к небольшим ансамблевым составам и сольным произведениям, много писала для гитары (в том числе Концертная симфония для гитары с оркестром, 1972). Последняя работа Равинале — «Прощание Адриана» (итал. Il commiato di Adriano; 2012) для баритона и фортепианного квинтета, по мотивам романа Маргерит Юрсенар «Воспоминания Адриана».
С 1966 г. преподавала композицию в Консерватории Санта-Чечилия. В 1982—1989 гг. директор Консерватории Сан-Пьетро-а-Майелла в Неаполе, затем вернулась в Рим как директор Консерватории Санта-Чечилия (1989—1999).